# Ampère-hora
Um ampère-hora (abreviado como Ah ou A-h) é uma unidade de carga elétrica. Um ampère-hora é igual a 3600 coulombs (ampère-segundo), e é a quantidade de carga elétrica transferida por uma corrente estável de um ampère durante uma hora.
{\displaystyle \mathrm {A{\cdot }h} =(3600\,\mathrm {s} )(\mathrm {A} )=(3600\,\mathrm {s} )(\mathrm {C} /\mathrm {s} )=3600\,\mathrm {C} }
O ampère-hora é uma unidade frequentemente usada em medidas associadas com processos eletroquímicos tal como eletrodeposição e baterias elétricas. Embora não seja uma medida direta da energia de uma bateria (como o joule (J) ou watt-hora (Wh)), é uma medida comum de quanto uma bateria deve durar (ou no caso de bateria recarregável, quanto irá durar quando totalmente carregada).
A subunidade comumente  vista de miliampère-hora (mAh) é igual a 3,6 C (coulombs).